# Sant Miquel de Fluvià

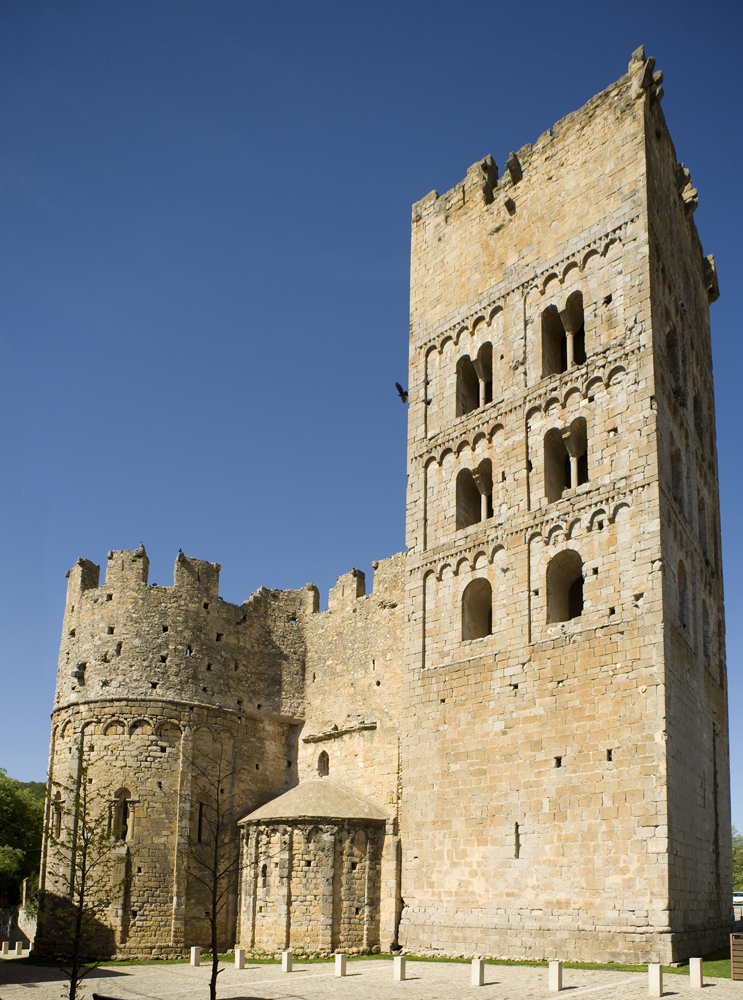
Voormalige kloosterkerk, nu parochiekerk van Sant Miquel de Fluvià

Sant Miquel de Fluvià is een gemeente in de Spaanse provincie Girona in de regio Catalonië met een oppervlakte van 4 km². Sant Miquel de Fluvià telt 742 inwoners (1 januari 2016).

## Demografische ontwikkeling
Bron: INE, 1857-2011: volkstellingen